# Indywidualne Mistrzostwa Polski w Zapasach 2009

## Mistrzostwa Polski w Zapasach2009

### Kobiety
17. Mistrzostwa Polski – 24–25 października 2009, Siedlce

### Mężczyźni
- styl wolny

62. Mistrzostwa Polski – 17–18 kwietnia 2009, Komorniki
- styl klasyczny

79. Mistrzostwa Polski – 17–18 kwietnia 2009, Dębica

## Medaliści

### Kobiety
| Kategoria: | Złoto:                             | Srebro:                               | Brąz:                                                                  |
| 48 kg      | Anna Łukasiak AZS-AWF Warszawa     | Angelika Głąb Cement Gryf Chełm       | Julita Omilusik Heros Czarny Bór Sylwia Piwowar Cement Gryf Chełm      |
| 51 kg      | Iwona Matkowska Agros Żary         | Edyta Pawłowska Orlęta Łuków          | Sara Jezierzańska Dąb Brzeźnica Roksana Zasina ZTA Zgierz              |
| 55 kg      | Sylwia Bileńska Dąb Brzeźnica      | Katarzyna Krawczyk Cement Gryf Chełm  | Renata Omilusik Heros Czarny Bór Dominika Osocka Agros Żary            |
| 59 kg      | Krystyna Guz Cement Gryf Chełm     | Aldona Haniszewska ZTA Zgierz         | Marzena Horoszko MOSM Tychy Emilia Wołyńczuk Warmia Lidzbark Warmiński |
| 63 kg      | Paulina Grabowska Gwardia Warszawa | Marzena Michalik Agros Żary           | Anna Kowalczyk WLKS Siedlce Izabela Strzałka Slavia Ruda Śląska        |
| 67 kg      | Klaudia Pilipczuk ZTA Zgierz       | Małgorzata Zonenberg Heros Czarny Bór | Magdalena Bryk WLKS Siedlce Malwina Golczak Cement Gryf Chełm          |
| 72 kg      | Monika Michalik Orlęta Trzciel     | Anna Wawrzycka Cement Gryf Chełm      | Joanna Dźwigałowska Gwardia Warszawa Magda Pietrzyk Suples Kraśnik     |

### Mężczyźni

#### Styl wolny
| Kategoria: | Złoto:                                   | Srebro:                           | Brąz:                                                                      |
| 55 kg      | Adrian Hajduk Slavia Ruda Śląska         | Robert Rogalewicz Grunwald Poznań | Radosław Kurowski GKS Górnik Łęczna Aleksander Świerk Suples Kraśnik       |
| 60 kg      | Marcin Pawlak GKS Górnik Łęczna          | Mariusz Walkowiak Grunwald Poznań | Arkadiusz Bohm Orzeł Namysłów Radosław Kisiel Grunwald Poznań              |
| 66 kg      | Damian Jakóbczyk Suples Kraśnik          | Łukasz Góral GKS Górnik Łęczna    | Paweł Albinowski Mazowsze Teresin Adam Blok Grunwald Poznań                |
| 74 kg      | Krystian Brzozowski GKS Górnik Łęczna    | Andrzej Grzelak Korona Koronowo   | Ryszard Leśniewski Budowlani Łódź Adam Sobieraj Grunwald Poznań            |
| 84 kg      | Radosław Marcinkiewicz GKS Górnik Łęczna | Kamil Skaskiewicz AKS Białogard   | Szymon Piątkowski Mazowsze Teresin Bartosz Sofiński Grunwald Poznań        |
| 96 kg      | Radosław Baran LKS Ceramik Krotoszyn     | Tomasz Szczerek Zapasy Kołobrzeg  | Radosław Dublinowski AKS Białogard Krzysztof Swoboda ZTA Zgierz            |
| 120 kg     | Bartłomiej Bartnicki GKS Górnik Łęczna   | Marcin Pilarczyk AKS Białogard    | Dariusz Filipczak LKS Ceramik Krotoszyn Radosław Jankowski Grunwald Poznań |

#### Styl klasyczny
| Kategoria: | Złoto:                                   | Srebro:                                          | Brąz:                                                                             |
| 55 kg      | Marcin Kunysz Agros Żary                 | Radosław Bierzanowski Cement Gryf Chełm          | Dawid Kareciński Pogoń Ruda Śląska Arkadiusz Medyński Agros Żary                  |
| 60 kg      | Edgar Pogosjan Cartusia Kartuzy          | Przemysław Podedworny Agros Żary                 | Paweł Matuszyński Olimpijczyk Radom Jakub Szczepaniak Śląsk Wrocław               |
| 66 kg      | Edward Barsegjan Cartusia Kartuzy        | Przemysław Niedźwiedzki AKS Piotrków Trybunalski | Sylwester Charzewski Cement Gryf Chełm Maciej Szczepanik AKS Piotrków Trybunalski |
| 74 kg      | Damian Janikowski Śląsk Wrocław          | Łukasz Fafiński Olimpijczyk Radom                | Michał Król AKS Piotrków Trybunalski Tadeusz Michalik Agros Żary                  |
| 84 kg      | Artur Michalkiewicz Śląsk Wrocław        | Michał Jaworski AKS Piotrków Trybunalski         | Michał Flis Olimpijczyk Radom Jarosław Karbownik Granica Gdańsk                   |
| 96 kg      | Andrzej Deberny AKS Piotrków Trybunalski | Marcin Olejniczak Sobieski Poznań                | Radosław Grzybicki AKS Piotrków Trybunalski Seweryn Szreder AZS-AWF Warszawa      |
| 120 kg     | Łukasz Banak Śląsk Wrocław               | Sławomir Szczepanik AKS Piotrków Trybunalski     | Damian Fedorowicz Agros Żary Rajmund Łoboda Olimpijczyk Radom                     |